# Careiro
Careiro là một đô thị thuộc bang Amazonas, Brasil. Đô thị này có diện tích 6091,55 km², dân số năm 2007 là 24687 người, mật độ 4,05 người/km².